# NGC 6604
NGC 6604是一個距離地球約5500光年的疏散星團，位於巨蛇座。它的位置大約在鹰星云北方約2度。
NGC 6604星團相當緊湊，川普勒分類為I3p，並且仍在形成恆星。NGC 6604位於HII區Sh2-54的中心，兩者極有可能存在關聯。星團估計年齡為650萬年，包含數顆OB型大質量恆星。其中之一是三星系統HD167971，其中包括食雙星MY Ser，是銀河系中最明亮的恆星之一。HD168112是星團中另一個發生碰撞的雙星；兩個系統的X射線都過於明亮。